# Alon Sapir
Alon Sapir (* 26. März 1994 in Cholon) ist ein israelischer Basketballspieler.

## Leben
Sapir begann seine Karriere in der Kindermannschaft von Hapoel Holon. In der High School begann er in der Jugendmannschaft von Holon zu spielen und wechselte dann zum Basketballteam der Wingate Academy.
Am Ende seiner Jugend schloss er sich dem Team Triumph Lyubertsy an und spielte eine Saison lang bei Media, danach kehrte er nach Israel zurück.
Nach seiner Rückkehr nach Israel wurde Sapir für vier Jahre in die A-Mannschaft von Hapoel Holon in der Premier League verpflichtet. In seiner ersten Saison im Team nahm Sapir an 24 Spielen mit durchschnittlich 6,6 Minuten pro Ligaspiel teil, in denen er durchschnittlich 1 Punkt erzielte. Am 28. Januar 2022 wechselte er zu Hapoel Afula.
In der Saison 2022/23 spielte er für Maccabi Ra'anana in der 2. israelischen Liga, Liga Leumit und erzielte 9,4 Punkte im Schnitt. Im Jahr 2024 spielte er für Maccabi Petah Tikva.